# Collina

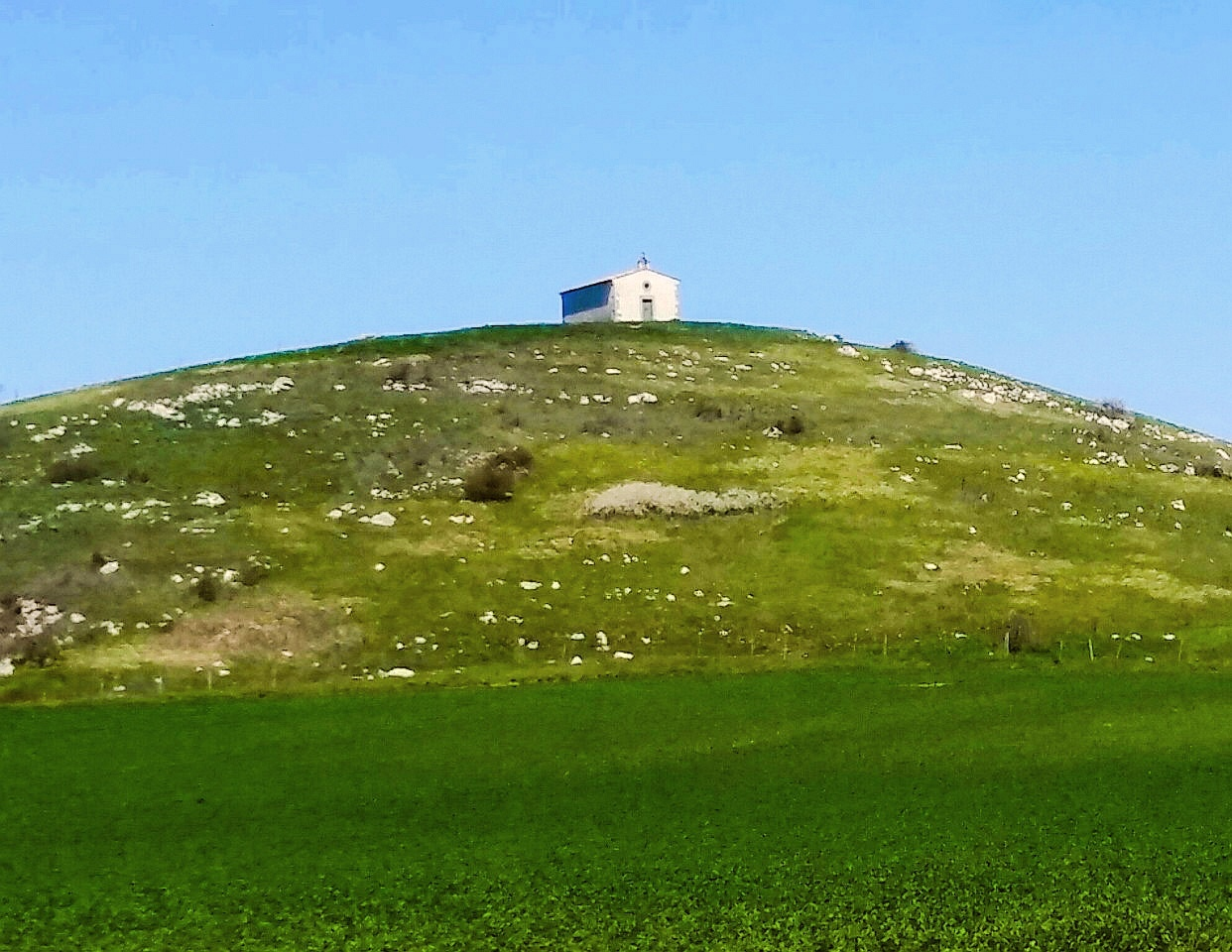
Una collina appenninica presso Savignano Irpino; la sommità dell'altura è segnata da una chiesetta.

La collina è un rilievo con altitudine meno elevata e con aspetto meno impervio rispetto alla montagna.
La distinzione tra montagna e collina non è netta ed esistono varie convenzioni in merito. Per ciò che riguarda l'altezza, d'ordinario si definisce collina un rilievo che non supera i 400-500 o, secondo altre convenzioni, i 600-700 metri sul livello del mare (s.l.m.), purché non presenti un aspetto impervio.
Un sinonimo assai diffuso di collina è colle; tuttavia, nell'area alpina e nei territori francofoni tale ultimo termine è ambiguo, poiché può assumere anche il significato di valico.

## Definizione

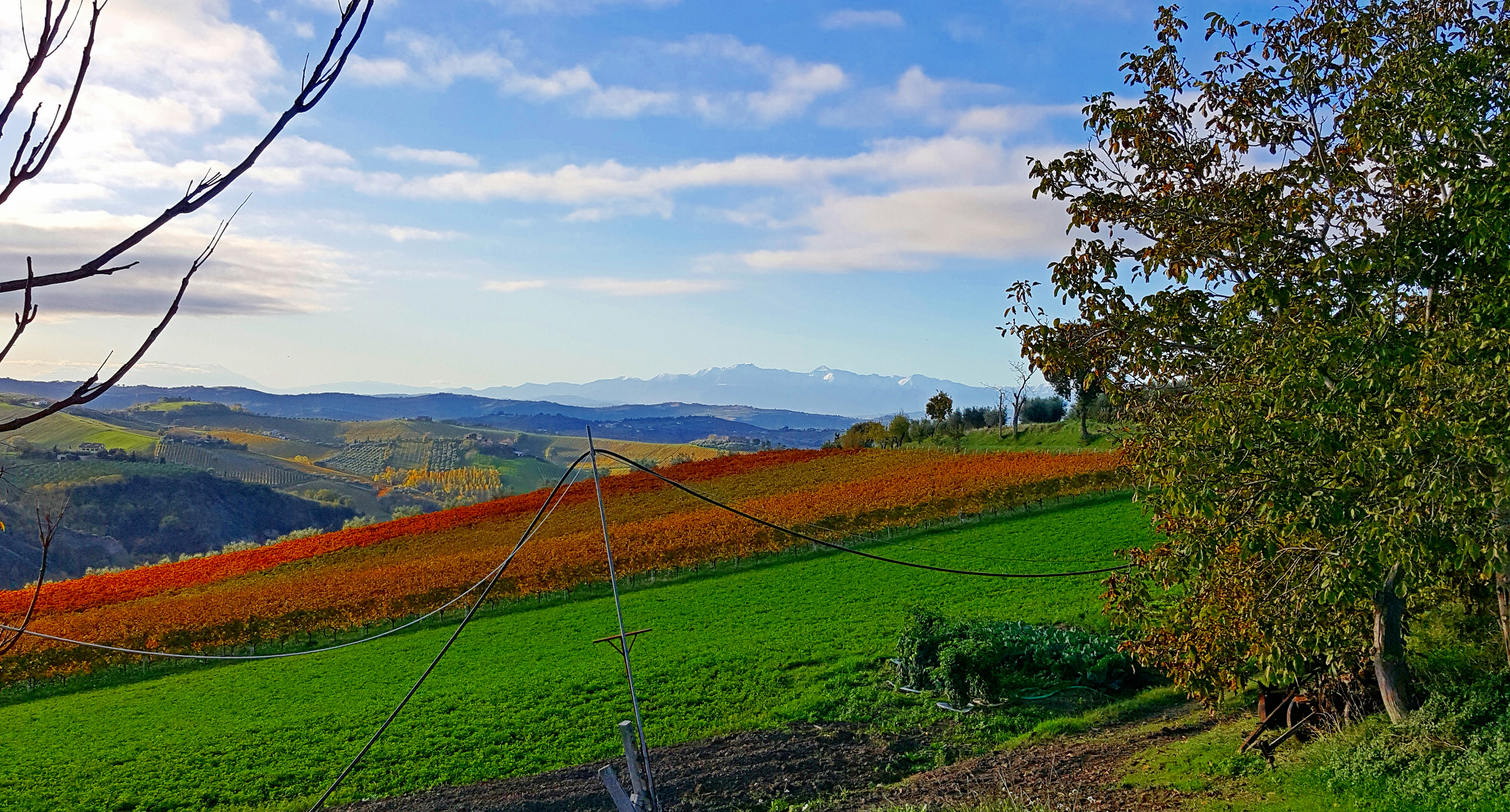
Colline marchigiane

Come detto, la distinzione tra collina e montagna non è netta, soprattutto a livello toponomastico: nonostante le attuali convenzioni, fin dalle epoche più antiche le parole "collina" e "monte" evocano nella mente dell'uomo diversi insiemi di idee che prescindono dalla possibilità pratica di misurare l'altezza dei rilievi. Dunque, quando l'uomo ha dato nome alle alture che lo circondavano, ha usato la parola collina quando il rilievo presentava versanti dolci, mentre ha utilizzato la parola monte per i rilievi caratterizzati dalla difficoltà di raggiungere la cima, dall'inaccessibilità di alcuni versanti, dalla presenza di pareti rocciose.

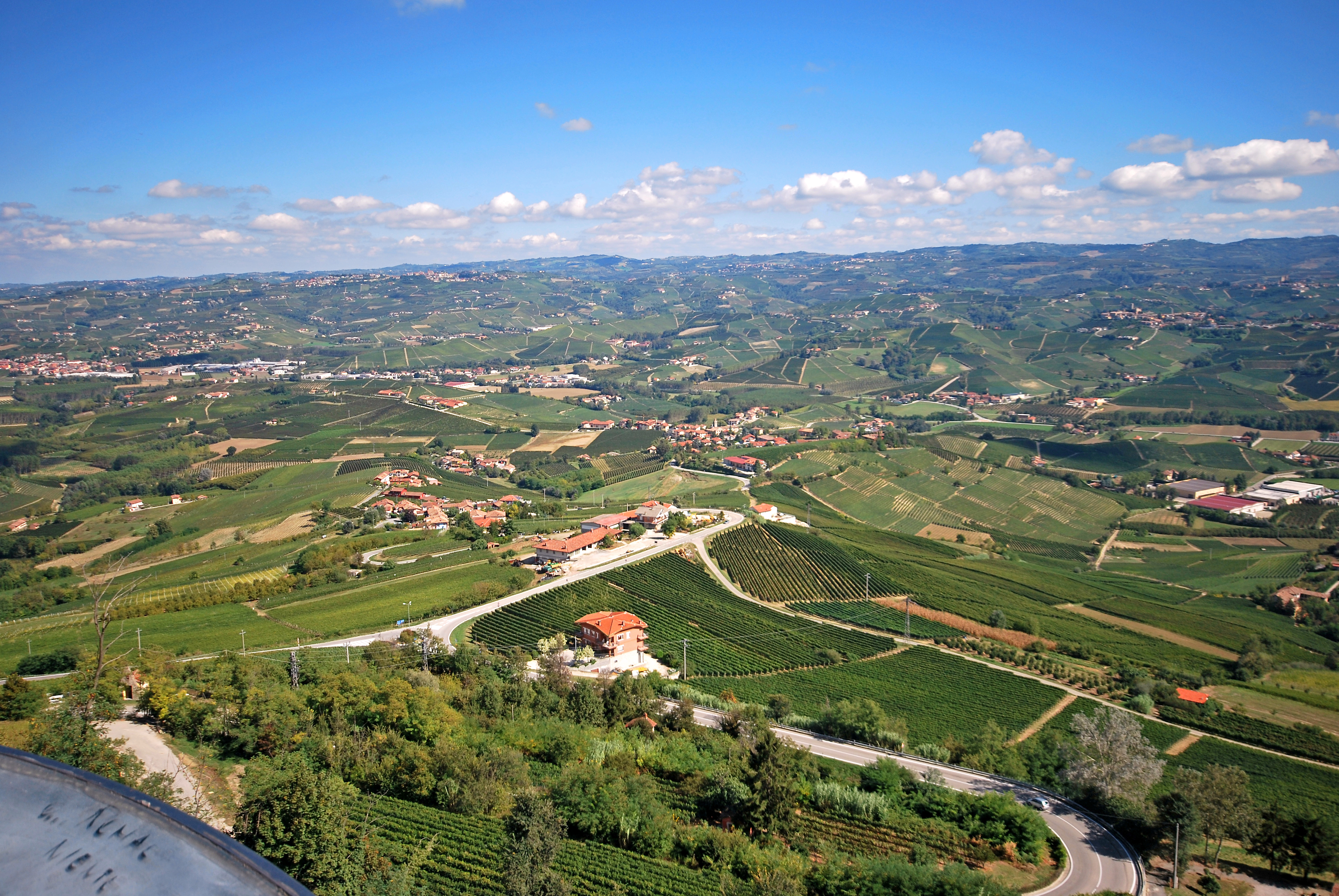
Panorama delle Langhe

Nella toponomastica italiana quindi sono detti "colline" alcuni rilievi con pendio dolce, senza asperità e senza pareti rocciose, anche quando superano l'altezza di 400, 500 o 600 metri. Esempi classici sono costituiti dalle Langhe e dai Colli Albani, che superano i 500 ed anche i 600 m s.l.m., ma che non sono particolarmente impervi né visibilmente sporgenti dal terreno e, perciò, sono considerati colline.
Nei vari Paesi del mondo la collina è definita diversamente, in base alle caratteristiche orografiche del territorio.
- In Russia e nei Paesi russofoni il limite altimetrico tra collina e montagna è solitamente stabilito sui 200 m[4].
- Nel Regno Unito i geografi storicamente considerano come montagne le alture superiori ai 1 000 piedi (300 m); ciò è alla base della trama del film L'inglese che salì la collina e scese da una montagna. Gli escursionisti, in accordo con l'Oxford English Dictionary, considerano come limite quello dei 2 000 piedi (610 m) e il geografo John Whittow, nel suo Dictionary of Physical Geography, afferma: "Alcune autorità considerano le elevazioni sopra 610 m come montagne, quelle al di sotto come colline"[5].
- Negli Stati Uniti si segue il criterio dei 2 000 piedi (610 m); per tale motivo, Cavanal Hill, situata nei pressi di Poteau (Oklahoma), viene considerata la collina più alta del mondo, raggiungendo i 609 m. Nonostante Canaval Hill, il Sistema d'Informazione dei Nomi Geografici statunitense elenca centinaia di rilievi denominati "colline" e che superano i 2 000 piedi (610 m).
- Neanche in Francia e nei Paesi francofoni, similmente a quanto accade in Italia, esiste una distinzione netta tra monte e collina: l'appellativo mont è riservato anche a modeste elevazioni e non esiste un limite ufficiale di discriminazione tra colline e montagne. Anche le colline di modesta altitudine (dai 100 ai 600 metri) sono talvolta qualificate come montagne quando la loro forma è aspra e spiccano in modo imponente dal territorio circostante.
- In alcuni Paesi del Sud e del Centro America sono chiamate colline alcune vette che superano i 3000 m di altitudine o addirittura alte quanto il cerro El Plomo, letteralmente "collina El Plomo", di 5424 m s.l.m..

Esiste anche una complessa convenzione statistica, stabilita dall'ISTAT, che definisce zona altimetrica di collina un territorio ricco di rilievi di altitudine generalmente inferiore a 600 metri nell'Italia settentrionale e 700 metri nell'Italia centro-meridionale e insulare: eventuali piccole aree distinte racchiuse nella zona si considerano parte della zona di collina; i livelli altitudinali sono suscettibili di spostamento in relazione ai limiti inferiori delle zone fitogeografiche dell’Alpinetum, del Picetum e del Fagetum, nonché in relazione ai limiti superiori delle aree di coltura in massa della vite nell’Italia settentrionale e dell’olivo nell'Italia centro-meridionale e insulare.
Nelle rappresentazioni cartografiche l'indispensabile semplificazione fa sì che spesso siano mappati come collinari tutti i rilievi di altitudine inferiore a 600 m s.l.m..

## Tipologie

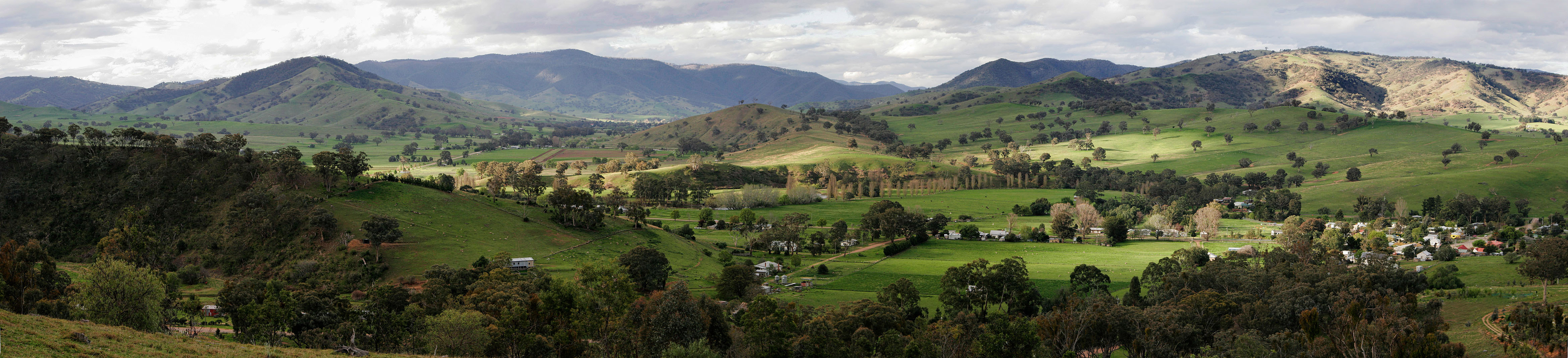
Le colline di Swifts Creek, Victoria, Australia

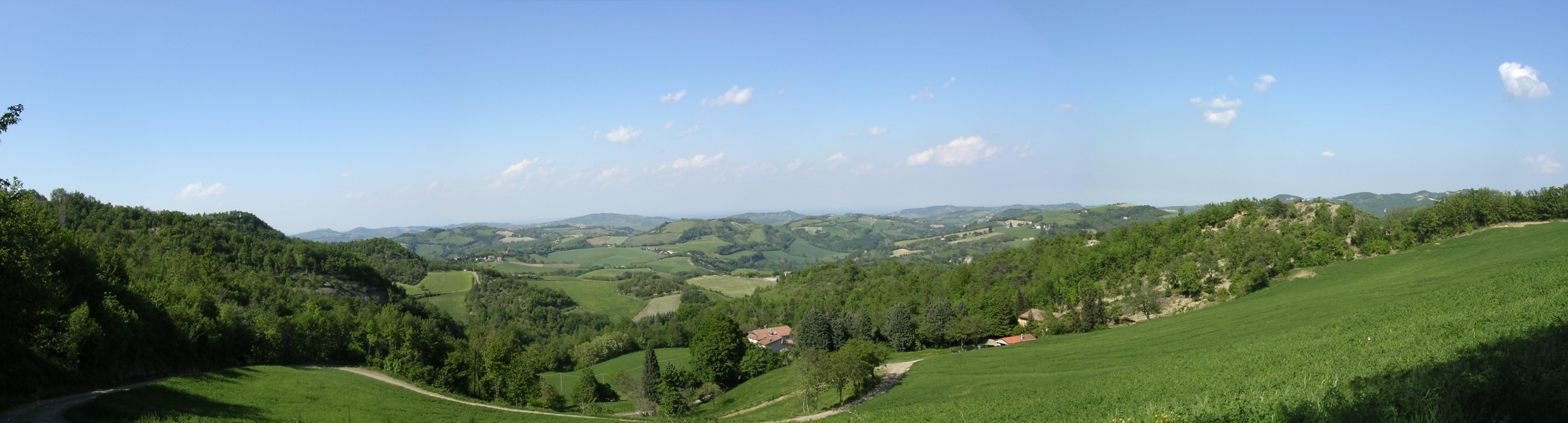
Panorama collinare nel territorio di Pianoro, provincia di Bologna.

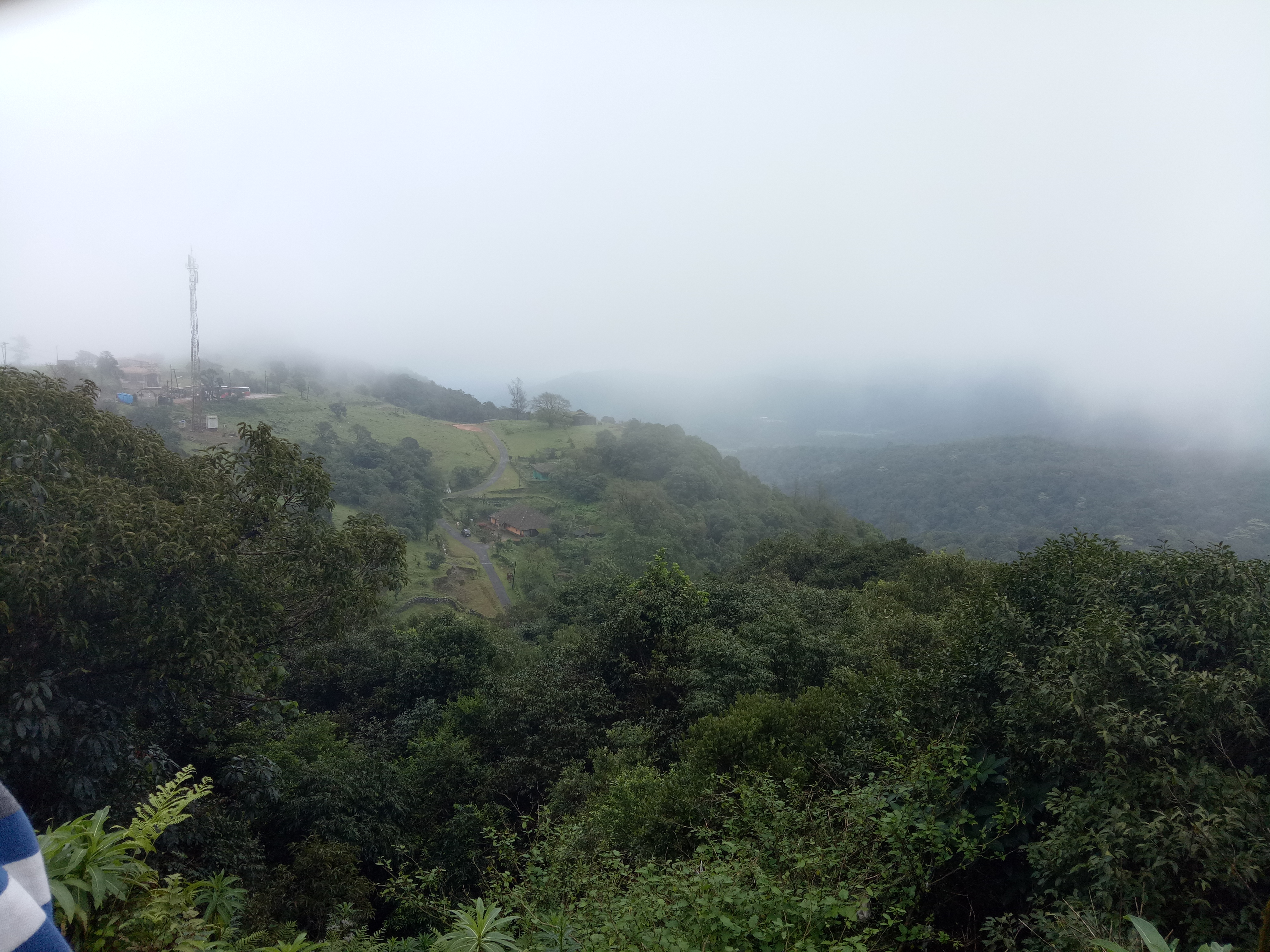
Colline nel Mysore (India)

La collina può avere forme dolci e arrotondate, con copertura di vegetazione, ma anche brulle o calanchive.
Anche le colline, come le montagne, possono avere diversi meccanismi di formazione. Secondo la loro origine in strutturali, moreniche, vulcaniche e tettoniche.
Le colline strutturali derivano da montagne sottoposte a erosione per lunghi periodi di tempo. Sono strutturali, ad esempio, le colline lucane in Basilicata.
Le colline sedimentarie sono formate dai detriti (ghiaia, roccia, ecc.) trasportati dal vento o dai fiumi. Un caso particolare è quello delle colline moreniche, costituite da detriti accumulati e trasportati dai ghiacciai. Sono ad esempio di origine morenica le colline del Canavese in Piemonte, della Brianza in Lombardia e vicino al lago di Garda. Sono molto diffuse nelle aree collocate nel nord dell'Eurasia (ad esempio la zona di Salpausselkä in Finlandia) e del Nordamerica.
Le colline vulcaniche derivano da antichi vulcani spenti che sono stati ricoperti dalla vegetazione e sono andati incontro a erosione. Le più note in Italia sono i Colli Euganei nel Veneto, le colline del Lazio, della Toscana e i colli Albani. Di origine vulcanica sono anche i puy, rilievi collinari o montuosi dell'Alvernia (Francia).
Le colline tettoniche derivano da corrugamento della crosta terrestre e dal sollevamento dei fondali marini. Sono di origine tettonica le colline del Monferrato e delle Langhe in Piemonte, le Murge e il Gargano in Puglia.

## Antropizzazione e utilizzo
Anticamente scelta dall'uomo come luogo di residenza per le sue favorevoli caratteristiche climatiche, per la maggior possibilità di difesa dagli attacchi nemici e per la fertilità del terreno che, in caso di pendenza eccessiva, viene coltivato a terrazze. In moltissime zone, poi, i terreni pianeggianti erano interessati da ristagno idrico, con formazione di paludi e, molto spesso, caratterizzate dalla diffusione della malaria (ad esempio, anche vaste zone della Pianura Padana negli anni a cavallo dell'Ottocento fino alla prima metà del Novecento).

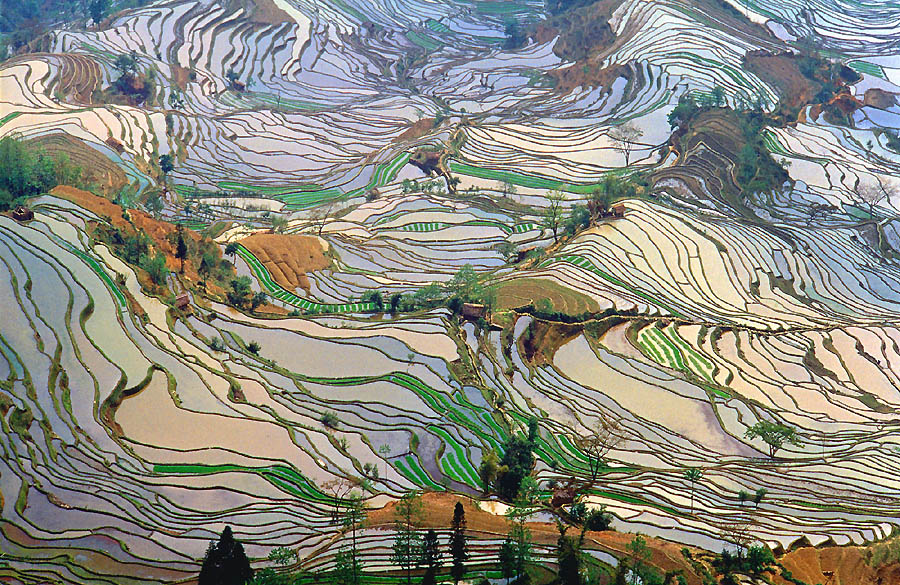
Campi sui terrazzamenti delle colline cinesi che si usano per il riso

Questa precoce antropizzazione delle colline ha portato alla formazione di un paesaggio agrario nel modo in cui noi lo conosciamo. Da qui il tradizionale accostamento delle colline con un ambiente armonico e salubre. Ad esempio, nel riconoscere patrimonio dell'umanità il paesaggio collinare della Valle dell'Orcia, l'UNESCO adotta la seguente motivazione:
Le coltivazioni collinari sono impostate su criteri che variano secondo il contesto geografico, storico e socioeconomico e, in subordine, alle condizioni pedoclimatiche.
Nelle regioni ad agricoltura marginale o di sostentamento, le colture prevalenti sono i cereali e le leguminose, finalizzate a soddisfare i fabbisogni nutritivi primari della popolazione rurale. In questo caso l'agricoltura è complementare all'allevamento di animali da carne o da latte in regime estensivo, con l'utilizzo prevalente della produzione foraggera attraverso il pascolamento. I regimi termopluviometrici condizionano la scelta delle colture principali, al fine di adattare i cicli produttivi alle risorse naturali. Nelle regioni tropicali, interessate da regimi termici favorevoli concomitanti con piovosità relativamente alte, l'uomo si è orientato verso colture con elevati fabbisogni idrici, come il riso in Asia e il mais nel Centroamerica e nel Sudamerica. Nelle regioni temperate l'agricoltura si è invece sviluppata su criteri in cui prevalgono, secondo la latitudine, le esigenze termiche o quelle idriche: ad esempio, nell'ambiente mediterraneo ha prevalso la diffusione di colture a ciclo autunno-primaverile, grazie agli inverni miti e a causa della siccità del periodo primaverile-estivo.

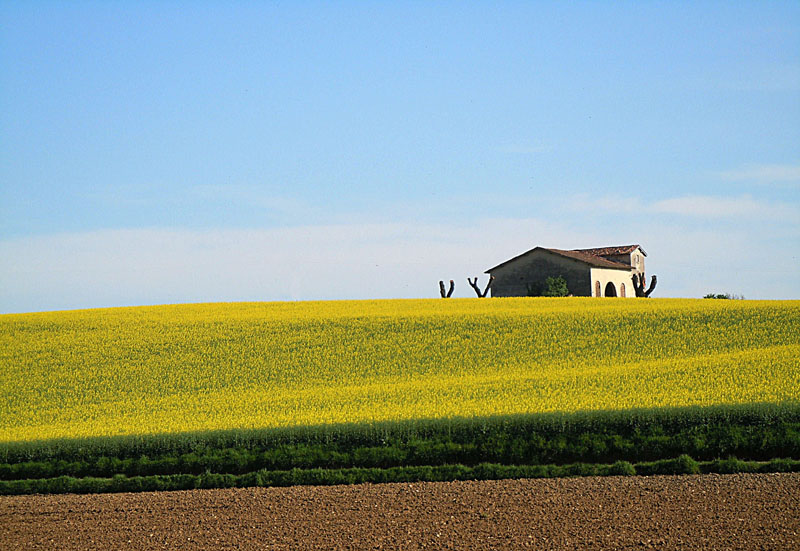
Solferino, colline moreniche del Lago di Garda

Nelle regioni a economia avanzata, l'agricoltura ha subito un drastico ridimensionamento e uno sconvolgimento degli indirizzi produttivi tradizionali. Lo spopolamento delle aree collinari e l'incremento dei costi di produzione porta, secondo il contesto, a sviluppi differenziati:
- In regioni ben servite dalle infrastrutture e a densità di popolazione relativamente alta, l'ordinamento produttivo si è orientato verso colture ad alto reddito al fine di sfruttare le sistemazioni superficiali di valore capitale più o meno elevato (terrazzamenti, girapoggi, cavalcapoggi, ecc.). In Italia, tali colture sono ad esempio rappresentate, secondo le regioni, dall'orticoltura e dalla floricoltura (Liguria, Costa amalfitana, ecc.), dalla frutticoltura (Emilia-Romagna, Veneto, Trentino, Campania), dalla viticoltura (in gran parte del territorio italiano).
- In aree più marginali, lo sviluppo economico ha comportato un progressivo abbandono dell'agricoltura da reddito per orientarsi su colture legnose in grado di fornire anche modeste produzioni ma con un limitato impiego di fattori di produzione. In gran parte dell'Italia, queste colture sono tradizionalmente rappresentate principalmente dalla vite e dall'olivo, ma in aree più o meno circoscritte ricorrono anche le piantagioni da frutta secca (mandorlo, castagno, nocciolo, pistacchio, ecc.) o altre colture da frutto minori. Situazioni contingenti di natura socioeconomica possono portare, in determinate aree, anche al degrado, fino al completo abbandono, di queste colture.
- In particolari contesti sociorurali, di dimensione comprensoriale o regionale, la collina offre lo spazio per lo sviluppo di specifici comparti agricoli associati a prodotti tipici regionali di particolare pregio. Questo sfruttamento, sopravvissuto all'abbandono delle campagne collinari, ha assunto in Europa, negli ultimi decenni, un particolare interesse grazie alla valorizzazione di questi prodotti con la costituzione di consorzi e marchi di tutela (DOP e IGP). In quest'ambito si collocano anche i nuovi regimi di coltivazione nel comparto viticolo e in quello olivicolo.
- In molte aree, l'abbandono dell'agricoltura lascia spazio al comparto zootecnico, condotto per lo più in regime estensivo, con l'allevamento di bovini da carne, ovini e caprini. Anche in questo caso, l'evoluzione del contesto socioeconomico può portare a un trend di progressivo declino causato dalla competizione della zootecnica intensiva di pianura e dei mercati internazionali, oppure, grazie alla valorizzazione e tutela dei prodotti tipici, a un rilancio del comparto.
- Rinaturalizzazione del paesaggio rurale. Dove l'antropizzazione ha avuto un impatto relativamente modesto sugli ecosistemi naturali, l'abbandono dell'agricoltura può permettere un recupero integrato del patrimonio storico, culturale, ambientale. In questo ambito si collocano la costituzione di riserve naturalistiche, lo sviluppo di forme di agricoltura integrata e agricoltura biologica e dell'agriturismo e, nelle aree più marginali, il rimboschimento. Il successo di questi processi è strettamente condizionato dal concorso integrato di molteplici fattori, che coinvolgono la popolazione rurale, la disponibilità di capitali pubblici e privati, le amministrazioni locali, gli altri settori economici.

Negli ambienti collinari dove l'agricoltura o la zootecnica hanno avuto un impatto più forte, l'abbandono delle forme tradizionali di sfruttamento e la mancata riconversione portano a uno stato di degrado ambientale che nelle regioni temperate si manifesta con il dissesto idrogeologico. La collina, nel corso dei secoli o dei millenni, ha sopportato il peso dell'antropizzazione grazie all'esecuzione di opere di miglioramento fondiario finalizzate a regimare le acque meteoriche che, in sostanza, sopperivano alla mancata azione di contenimento da parte della vegetazione naturale. Tali opere, che si identificano soprattutto con le sistemazioni superficiali di collina (terrazzamento, girapoggio, cavalcapoggio, rittochino, ecc.) sono state eseguite fondamentalmente con la capitalizzazione del lavoro: nelle stagioni con minor fabbisogno, la forza lavoro disponibile nella popolazione rurale si impiegava nella realizzazione di queste sistemazioni e nella loro manutenzione. Lo spopolamento delle aree collinari e i problemi relativi alla gestione delle sistemazioni superficiali, in parte incompatibili con la meccanizzazione ma, soprattutto, diventate proibitive per l'elevato costo della manodopera, hanno comportato un progressivo abbandono di queste sistemazioni e a un'intensificazione dei fenomeni di erosione, desertificazione e dissesto idronologico.